# Japanischer Ahorn
Der Japanische Ahorn (Acer japonicum), oder Thunbergs Fächer-Ahorn genannt, ist eine Pflanzenart aus der Gattung der Ahorne (Acer) in der Familie der Seifenbaumgewächse (Sapindaceae). Das natürliche Verbreitungsgebiet liegt in Japan und viele Sorten werden als Zierpflanze verwendet.

## Beschreibung

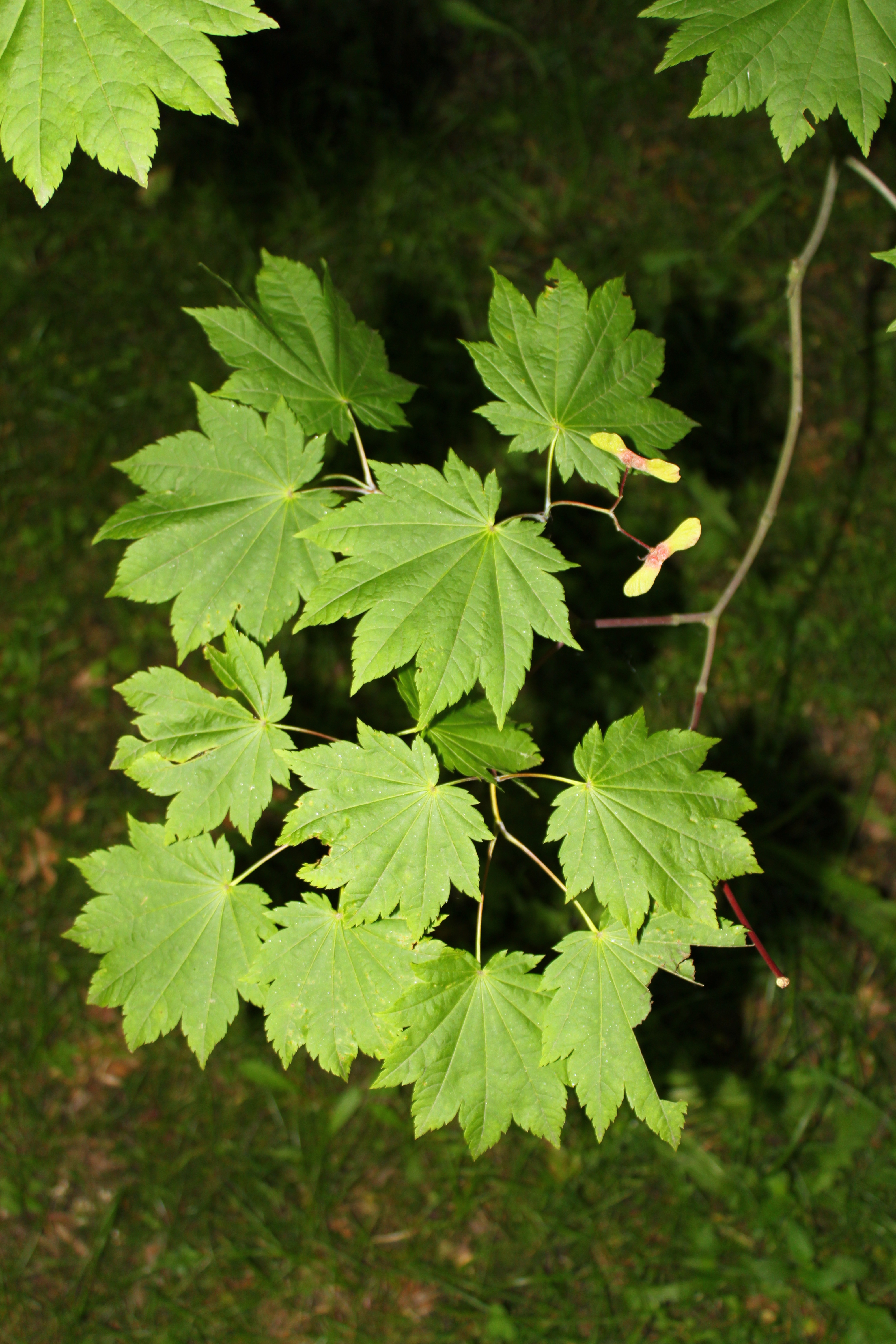
Laubblätter

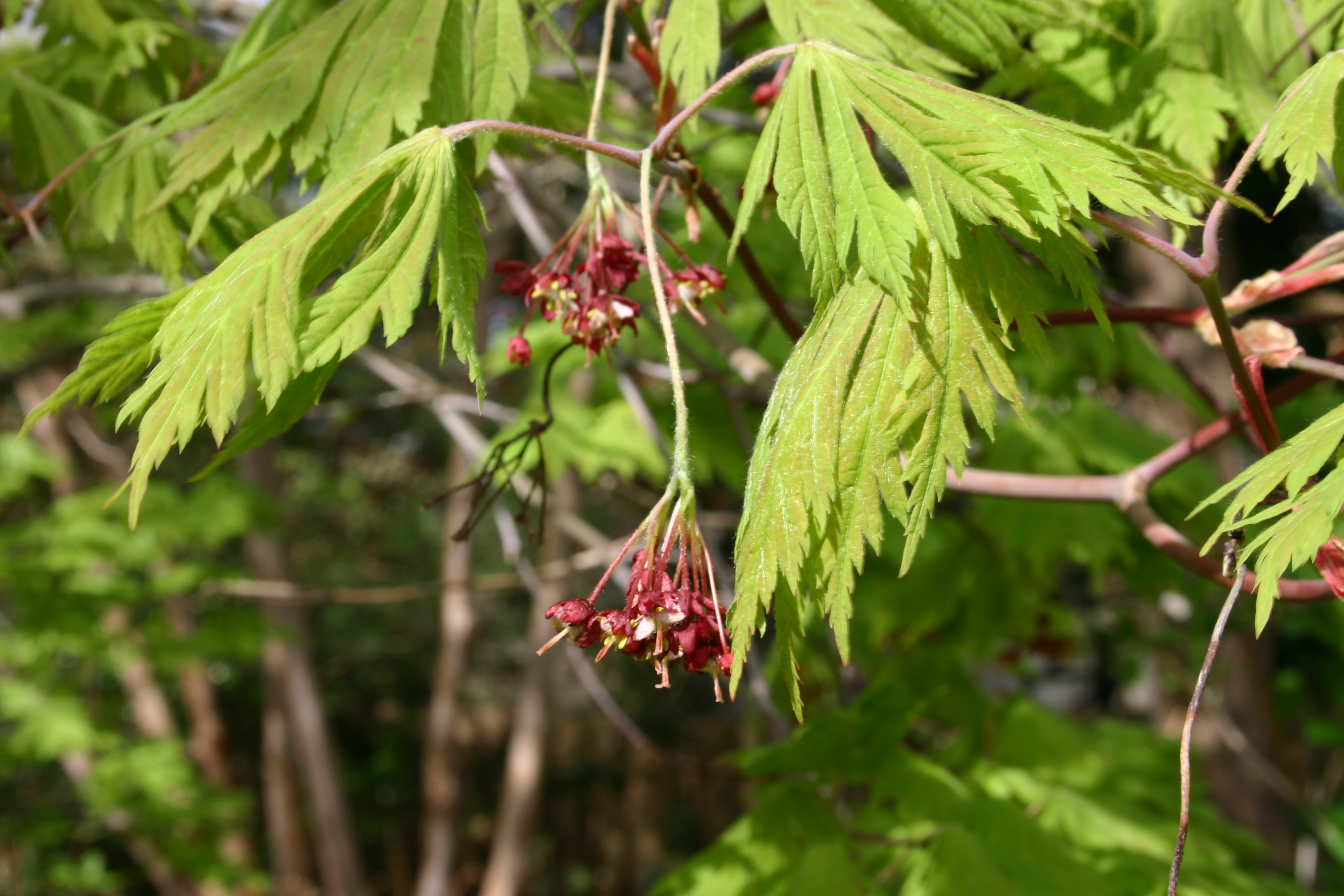
Junge Laubblätter und Blütenstände

### Vegetative Merkmale
Der laubabwerfende Japanische Ahorn ist ein 8 bis 10 Meter hoher kleiner Baum oder breitkroniger Strauch. Die Borke ist weißlich-grau bis grau-braun. Die Rinde ist rötlich bis grau und kahl.
Die gegenständig an den Zweigen angeordneten Laubblätter sind in Blattstiel und -spreite gegliedert. Der Blattstiel ist 2 bis 4 Zentimeter lang, bis zur Blütezeit dicht weißfilzig behaart, später verkahlend. Die lebhaft grüne, anfangs seidig behaarte, später verkahlende, leicht ledrige, spitze bis zugespitzte Blattspreite ist bei einer Breite von 8 bis 15 Zentimetern im Umriss mehr oder weniger rundlich mit herzförmiger Basis und sieben- bis neunlappig, selten elflappig. Die Blattlappen sind eiförmig mit spitzem oberen Ende. die Spreite ist gelappt bis gespalten und spitzig, einfach bis doppelt gesägt. Die Blattunterseite ist bis auf die Blattnerven kahl. Im Herbst färben sich die Laubblätter tiefrot.

### Generative Merkmale
Der Japanische Ahorn ist einhäusig monözisch. Die Blüten erscheinen vor oder mit den Blättern. Die Blütezeit reicht von April bis Mai. Es ist ein langer Blütenstandsschaft vorhanden. 10 bis 15 Blüten befinden sich in einem schwach seidig behaarten schirmrispigen Blütenstand. Die relativ große, funktionell eingeschlechtliche und gestielte Blüte ist bei einem Durchmesser von 1 bis 1,5 Zentimetern radiärsymmetrisch mit doppelter Blütenhülle. Der Blütenstiel ist behaart. Die fünf purpurroten Kelchblätter sind etwas größer als die fünf mehr oder weniger rosafarbenen Kronblätter. Bei männlichen Blüten ist ein Pistillode sowie bis zu 8 vorstehende Staubblätter vorhanden und bei weiblichen Blüten sind Staminodien mit Antheroden vorhanden. Die kurzen Narbenäste sind rötlich, der Griffel ist relativ lang und der oberständige, abgeflachte Fruchtknoten ist behaart. Es ist jeweils ein Diskus vorhanden.
Die geflügelte Spaltfrucht ist zweiteilig, die einsamigen Teilfrüchte sind 2 bis 2,5 Zentimeter lang, anfangs behaart, später kahl. Die Flügel sind stumpfwinklig bis waagrecht gespreizt. Die Früchte reifen im September.
Die Chromosomenzahl beträgt 2n = 26.

## Vorkommen
Acer japonicum kommt nur auf den japanischen Inseln Hokkaidō sowie Honshū vor. In China wird sie in den Provinzen Jiangsu und Liaoning kultiviert. Der Japanische Ahorn wächst in Strauchflächen und Hecken, auf frischen bis feuchten, sauren bis neutralen, nährstoffreichen, sandigen bis lehmig-humosen Böden an sonnigen bis lichtschattigen, sommerkühlen Standorten. Er ist meist frosthart.

## Systematik
Die Erstveröffentlichung erfolgte 1784 durch Carl Peter Thunberg in  der Systema Vegetabilium: secundum classes ordines genera species cum characteribus et differentiis. Editio decima quarta.
Die Art Acer japonicum gehört zur Serie Palmata aus der Sektion Palmata in der Gattung Acer. 

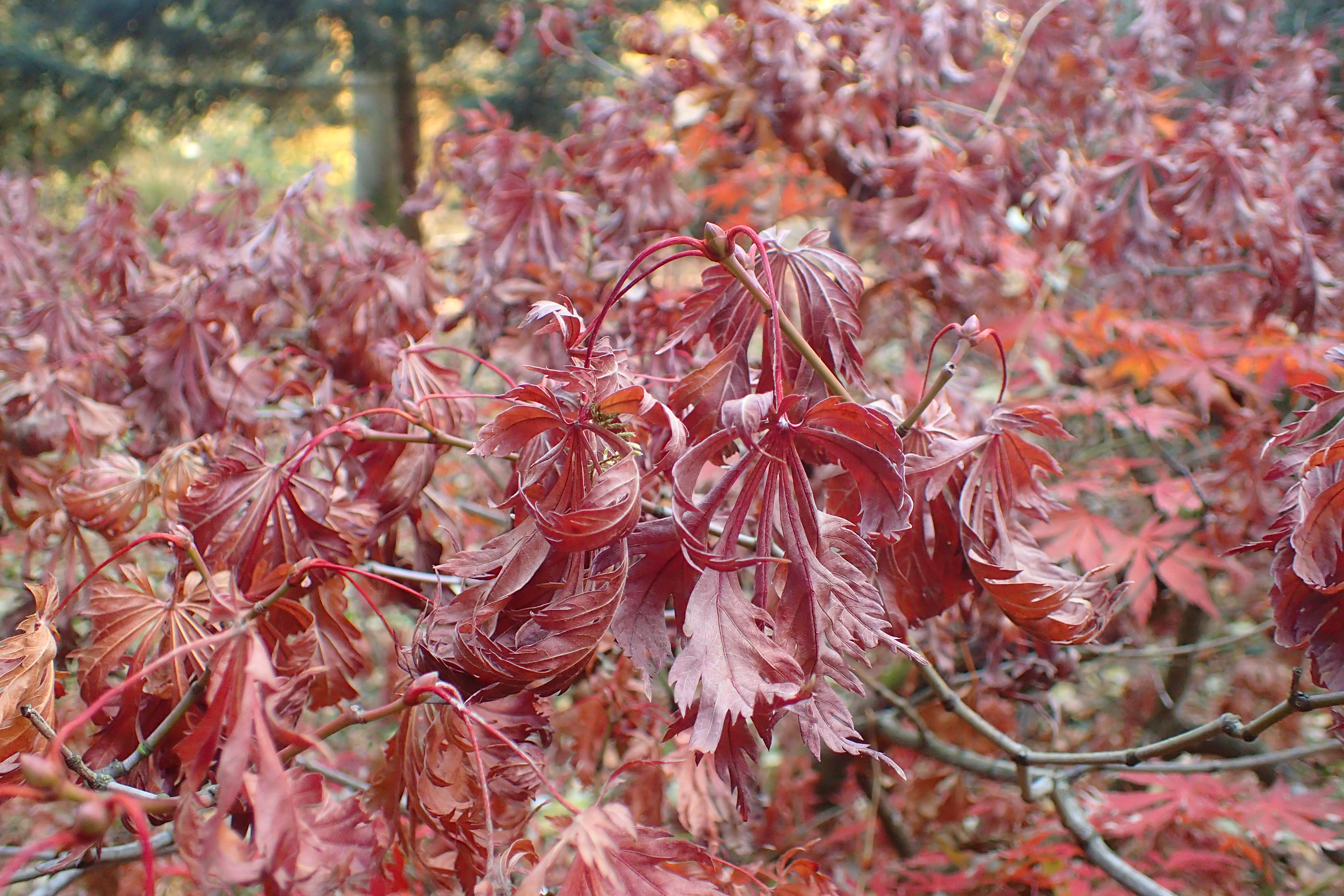
Die Sorte 'Aconitifolium' im Herbst

## Verwendung
Sorten des Japanischen Ahorn werden aufgrund ihrer beeindruckenden Herbstfärbung als Ziergehölz verwendet, es sind verschiedene Sorten erhältlich:
- 'Aconitifolium': Die hellgrün Laubblätter färben sich im Herbst auffällig braunrot bis karminrot und sind 15 bis 20 Zentimeter breit, tief eingeschnitten mit fiederschnittigen Blattlappen.
- 'Vitifolium': Ein bis zu 15 Meter hoher, baumartiger Strauch. Die gespaltenen Laubblättern färben sich im Herbst scharlachrot, orangefarben, karminrot und gelb.[2]

In Japan werden eingelegte gelbe Blätter in einem Teigmantel frittiert als Tempura gegessen. Auch die Blätter des Fächer-Ahorns werden genutzt.